# Stausee Niederhausen

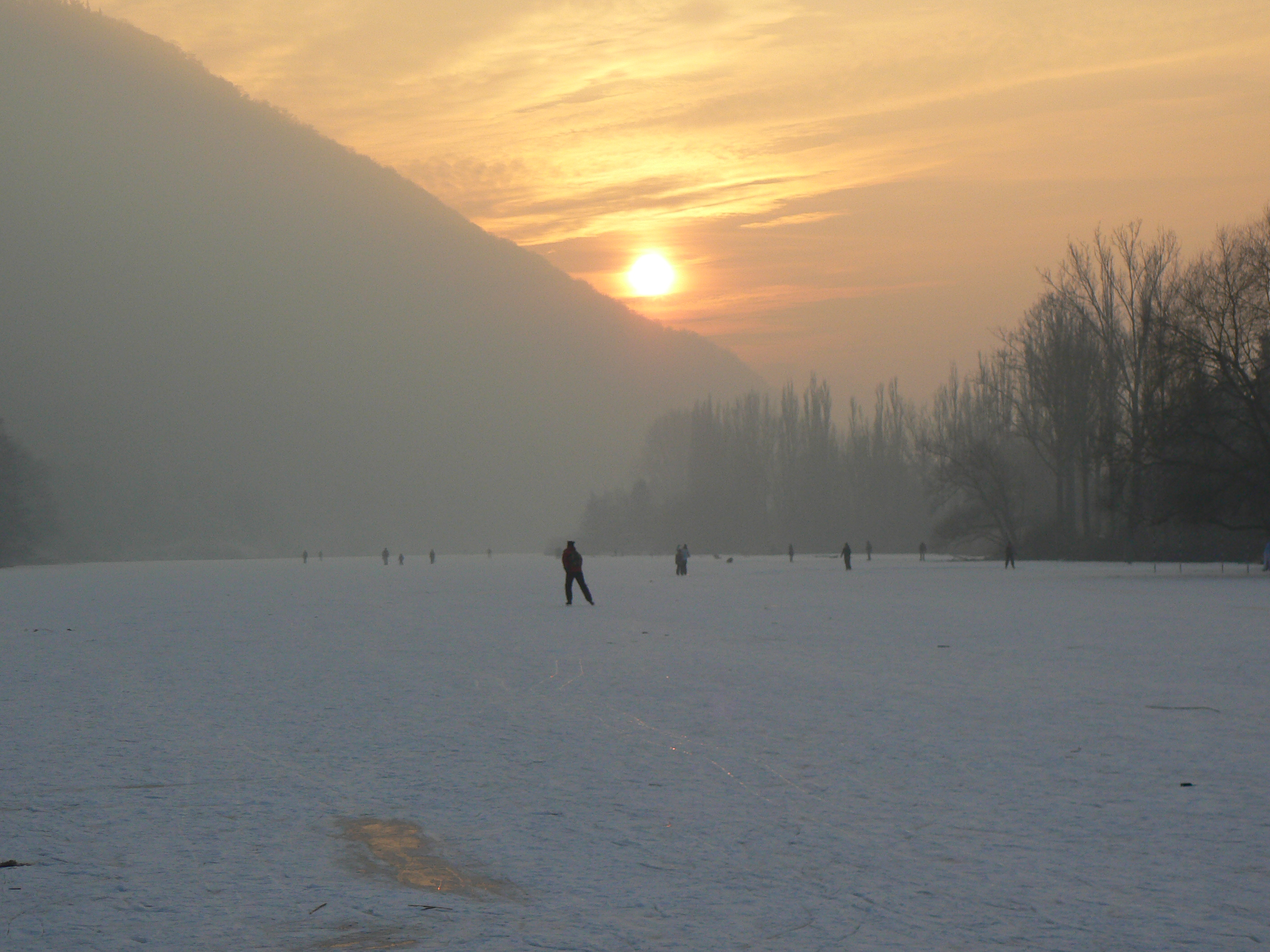
Zugefrorener Stausee im Januar 2009

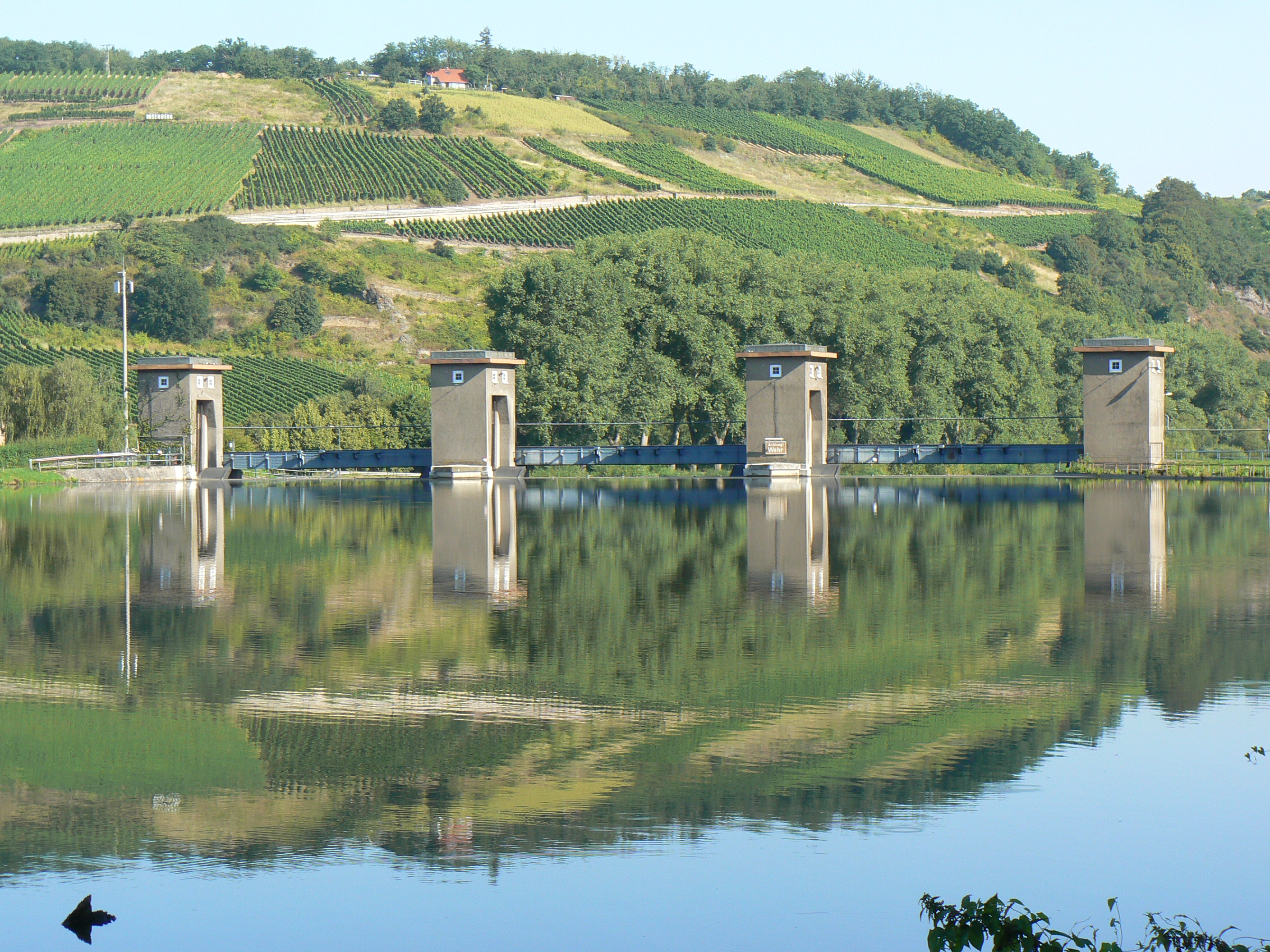
Stauwehr Niederhausen

Der Stausee Niederhausen ist eine Aufstauung der Nahe im Bereich der Ortsgemeinde Niederhausen im Landkreis Bad Kreuznach in Rheinland-Pfalz. Das Stauwehr und das Maschinenhaus stehen unter Denkmalschutz. Die Wasserfläche mit Uferbereichen liegt vollständig innerhalb des Naturschutzgebiets Nahetal von Boos bis Niederhausen.

## Geschichte
In den Jahren 1926–1928 errichteten die Wasserkraftwerke Niederhausen GmbH in unmittelbarer Nähe des Dorfes ein Wasserkraftwerk. Das aus drei Feldern bestehende Wehr in der Nähe des ehemaligen Bahnhofes staut das Wasser an, sodass das Wasser in einem 760 m langen, Obergraben genannten Kanal dem E-Werk zufließt.
Bis in die 1990er Jahre hinein wurde ein Teil der inzwischen abgebauten Glantalbahn für Transporte zum Kraftwerk verwendet.
Bei einer längeren Frostperiode kann der Stausee zum Schlittschuhfahren freigegeben werden.